# Pierre de Celle
Pierre de Celle (ou Pierre de la Celle, en latin : Petrus Cellensis) né à Troyes au début du XIIe siècle et mort à Chartres en 1183, est un moine bénédictin et un évêque français.
Moine de l'abbaye Saint-Sauveur d'Anchin, ami du saint abbé Gossuin d'Anchin, il devient en 1145 abbé de l'abbaye Saint-Pierre de Montier-la-Celle, près de Troyes puis, en 1161 ou 1162, abbé de Saint-Remi à Reims, où il rencontre Jean de Salisbury. Il succède à ce dernier comme évêque de Chartres en 1181.

## Biographie

### Jeunesse
Pierre de Celle naquit vers 1115 en Champagne, dans la famille noble des seigneurs d'Aulnoy-les-Minimes près de Provins, lointainement apparentée à la maison royale de France. Encore jeune homme, il choisit d'entrer au cloître et se décida pour les clunisiens de Saint-Martin-des-Champs à Paris. C'est là qu'il fit connaissance de Jean de Salisbury, futur évêque de Chartres ; ils étudièrent ensemble sur la montagne Sainte-Geneviève et restèrent amis toute leur vie.
Après quelques années d'études, Pierre se rendit aux arguments des partisans de la réforme grégorienne ; il renonça à l'école de Paris devenue trop mondaine et devint moine bénédictin : « Ô Paris, comme tu es fait pour séduire les esprits et les décevoir. C'est chez toi que résident les réseaux du vice et les chausse-trapes du Malin ; c'est chez toi que la flèche de l'enfer traverse les cœurs des insensés... » C'est ce qu'il écrivait, saisi d'horreur, dans l'une de ses lettres. À cette époque, précisément, Pierre de Celle se liait aussi d'amitié avec Gossuin d'Anchin, élève et futur adversaire d'Abélard.
Après son temps d'étude à Paris, Pierre entra au couvent bénédictin de Montier-la-Celle, à quelques kilomètres au sud-ouest de Troyes en Champagne, couvent où il avait probablement déjà passé son enfance et auquel il dut le surnom qu'il porterait plus tard de Cellensis ou de Celle. 

### Abbé de Saint-Pierre de Montier-la-Celle
Vers 1145, il en devint l'abbé et c'est à l'époque de cet abbatiat qu'il entra en relation avec les plus grandes figures de son temps. Entre autres il se lia d'amitié avec Bernard de Clairvaux dont l'ordre cistercien suscita chez lui une grande admiration, et par la suite les deux couvents collaborèrent dans des entreprises communes. À la demande de Thibaud, évêque de Paris (v. 1143-1159), qu'il avait connu en personne au temps où il était prieur de Saint-Martin-des-Champs, il composa certains sermons.
En 1148, Jean de Salisbury rendit visite à son ami à Montier-la-Celle, et y resta un certain temps après avoir abandonné son poste d'enseignant en arts libéraux à Paris ; il fut ordonné prêtre en 1147. Avec l'aide de Bernard de Clairvaux, Pierre s'entremit en faveur de Jean auprès de l'archevêque de Cantorbéry, Thibaut du Bec, qui le prit immédiatement à son service. Les lettres de Pierre qui datent de cette époque nous donnent une image vivante de ses diverses activités et de ses contacts variés : il ne cessait de correspondre avec Jean de Salisbury, Thomas Becket, l'archevêque Eskil de Lund, sans parler des papes Eugène III et Alexandre III. 
Parmi ceux qui lui étaient les plus proches on compte aussi l'évêque Henri de Beauvais (1149-1162), devenu archevêque de Reims 1162-1175). C'était là aussi une connaissance qui remontait au temps où il avait fait ses études à Paris. Henri était le propre fils du roi Louis VI le Gros et de la reine Adélaïde de Savoie ; il avait été dès son enfance préparé à une haute carrière ecclésiastique. Il avait commencé son ascension dans la hiérarchie de l'Église comme chanoine du chapitre de la cathédrale Notre-Dame de Paris, où il fut sous-diacre jusqu'en 1136. En 1145, il devint archidiacre de la cathédrale Sainte-Croix d'Orléans, puis abbé titulaire de tous les monastères dépendant en propre du roi, qui étaient au nombre de sept. Un court intermède s'ensuivit comme moine cistercien sous Bernard de Clairvaux ; c'est à cette occasion qu'il fit la connaissance du pape Eugène III (1145-1153). En 1147 - selon certaines sources - il fut élu évêque de Beauvais par le clergé local jusqu'en 1149. Cet épiscopat fut troublé par de graves querelles avec le peuple et le chapitre de Beauvais et avec son frère monté entre-temps sur le trône. À ce moment Pierre de Celle était aux côtés de son ami Henri pour le conseiller.
Vers 1150, Pierre de Celle et Hersende du Bricot, fonde l'abbaye Notre-Dame des Bois de Bricot ( Beata Maria in Bosco) comme une sorte de prieuré dépendant de l'abbaye Saint-Pierre de Montier-la-Celle.

### Abbé de Saint-Remi de Reims
Par la suite, en 1162, Henri fut, sans qu'on s'y attendît, choisi comme nouvel archevêque de Reims. Cette même année, il emmena Pierre de Celle avec lui et lui donna l'abbatiat le plus renommé de la ville. Pierre devint abbé du vénérable monastère de Saint-Rémi à Reims ; c'est là que jadis le premier roi mérovingien, Clovis Ier, avait été baptisé et avait été oint avec l'huile de la Sainte Ampoule. Pierre de Celle dirigea le couvent en tant qu'abbé pendant dix-neuf ans - jusqu'en 1181. En sa qualité de vicaire, il remplaçait l'évêque métropolitain de Reims pendant son absence. 
Même en cette époque, Jean de Salisbury rendait encore visite à son ami l'abbé. C'est là, à Reims, qu'il aurait écrit son Historia Pontificalis avant d'être élu à l'évêché de Chartres en 1176 à l'instigation de l'archevêque Guillaume de Sens et du roi Louis VII le Jeune. 
Sous l'égide de Pierre de Celle eut lieu la réorganisation architecturale et l'agrandissement du cloître Saint-Rémi à Reims. Afin de créer de la place pour accueillir les nombreux groupes de pèlerins, le vieux portail roman fut démoli et remplacé par un nouveau, de style gothique. La nef fut prolongée de deux travées voûtées. La particularité stylistique d'un triforium sans fenêtre est typique de cette phase de construction. Désormais également, un nouveau chœur plus profond avec un déambulatoire et cinq absides, remplaçant le vieux bâtiment construit en style champenois. Si l'on fait abstraction des graves dommages causés par la Première Guerre mondiale, Saint-Rémi se présente toujours sous la même forme architecturale que celle qu'avait imaginée autrefois Pierre de Celle.

### Évêque de Chartres
En 1182, la vie du vieil l'abbé connut une nouvelle fois une tournure surprenante ; depuis plusieurs années déjà il souffrait de graves maladies : des calculs rénaux accompagnés de goutte. Il n'en fut pas moins appelé à succéder sur le siège de Chartres à son ami Jean de Salisbury qui était mort en octobre 1180, et le pape Lucius III approuva la nomination. Ce choix surprenait puisque, dès 1178, Pierre n'avait pas été inclus dans la nouvelle promotion de cardinaux : la maladie l'avait empêché de participer au troisième concile du Latran.
Après son élection comme évêque de Chartres cependant, Pierre se mit au travail avec énergie : à ses frais il fit entourer Chartres d'un mur fortifié, ce qui lui a valu la reconnaissance des habitants. Mais il ne lui fut pas permis de rester longtemps comme primat de la cathédrale de Chartres. Le 19 ou  20 février 1183 (1182 si l'on fait commencer l'année à Pâques), l'ancien abbé mourut des suites d'une brève maladie. À l'occasion du cortège funèbre, nombreux chartrains auraient embrassé son corps, tant l'évêque était populaire. Il fut enterré dans l'abbaye Notre-Dame de Josaphat aux côtés de Jean de Salisbury.

## Ouvrages
Ses productions littéraires furent imprimées par Janvier, puis réimprimées dans la Patrologia Latina de Jacques Paul Migne. Ces productions se composent de 177 épîtres, 95 sermons ainsi que des traités suivants :
- Epistola ad Joannem Saresberiensem
- De panibus
- Mystica et moralis expositio Mosaici tabernaculi
- De conscientia
- Tractatus de disciplina claustrali. Meilleure édition, avec traduction française,  Pierre de Celle, L'école du cloître, éd. et trad. Gérard De Martel, Paris (Sources chrétiennes, 240/XLVII), 1977.

## Sources
- (de) Cet article est partiellement ou en totalité issu de l’article de Wikipédia en allemand intitulé « Petrus Cellensis » (voir la liste des auteurs).

- (en) Cet article est partiellement ou en totalité issu de l’article de Wikipédia en anglais intitulé « Peter Cellensis » (voir la liste des auteurs).